# Virginia Slims of Denver 1985
Il Virginia Slims of Denver 1985 è stato un torneo di tennis giocato sul sintetico indoor.
È stata la 6ª edizione del torneo, che fa parte del Virginia Slims World Championship Series 1985.
Si è giocato a Denver negli USA dal 14 al 20 gennaio 1985.

## Campionesse

### Singolare
Peanut Louie-Harper ha battuto in finale  Zina Garrison con il punteggio di 6–4, 4–6, 6–4

### Doppio
Mary Lou Daniels /  Robin White hanno battuto in finale  Leslie Allen /  Sharon Walsh con il punteggio di 1–6, 6–4 7–5